# Alfred W. Benson

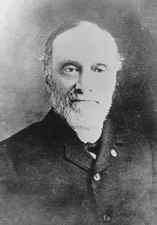
Alfred W. Benson

Alfred Washburn Benson (* 15. Juli 1843 in Chautauqua County, New York; † 1. Januar 1916 in Topeka, Kansas) war ein US-amerikanischer Jurist und Politiker und US-Senator für den Bundesstaat Kansas.

## Leben

### Kindheit und Jugend
Alfred Benson wurde als eines von fünf Kindern von Peleg Benson und dessen Frau Hannah Washburn – die britische Vorfahren hatten – im US-Bundesstaat New York geboren und wuchs auf einer Farm auf, die seine Eltern bewirtschafteten. In Chautauqua County besuchte er die Grundschule. 1860, im Alter von 17 Jahren, zog er nach Jamestown, wo er sowohl hier, aber auch in Randolph Sozialwissenschaft studierte. Danach war er kurzzeitig, zwischen 1861 und 1862, als Lehrer in einer Schule in Warren County (Pennsylvania) tätig.

### Militärische Laufbahn
Im Frühsommer 1862 meldete sich Benson in Randolph freiwillig zur Armee und kämpfte danach als Soldat im 154. New Yorker Regiment im Sezessionskrieg. Mit einer Einheit, die überwiegend aus rekrutierten Universitätsstudenten bestand, wurde er zunächst im Norden des US-Bundesstaats Virginia eingesetzt. Auch war er im August 1862 Soldat in der Zweiten Schlacht am Bull Run. Im Frühling 1863 zog er mit seiner Einheit nach Chancellorsville, wo er am 2. Mai 1863 in der gleichnamigen Schlacht durch einen Schuss in den linken Lungenflügel beinahe getötet wurde. Kurzzeitig geriet Benson in Kriegsgefangenschaft der Konföderierten Armee, doch wurde er durch einen großen Akt der Menschlichkeit von diesen erstversorgt und danach in seine Einheit zurückgeschickt. Im Militärkrankenhaus in Philadelphia (Pennsylvania) erholte sich Benson von seinen Verletzungen und wurde von seinen Vorgesetzten in den Rang eines Lieutenants erhoben. Als er im Oktober 1863 mit seiner Einheit in Bridgeport (Alabama) stationiert wurde, wurde Benson in den Rang eines Adjutanten erhoben. In den kommenden zwei Jahren kämpfte Benson noch in zahlreichen weiteren Schlachten an der Seite von General William T. Sherman. Von Chattanooga (Tennessee) über Atlanta und Savannah in Georgia bis nach Raleigh (North Carolina) gelangte Benson auf diesem Weg. Im September 1864 erfolgte seine Beförderung zum Captain und im April 1865 seine Ernennung zum Major. Einen Monat später, im Mai 1865, war Benson Teilnehmer der Siegesparade in Washington, D.C.

### Politische Karriere
Nachdem er bereits vor dem Krieg ein Studium der Rechtswissenschaften begonnen hatte, setzte Benson dieses, parallel zu seiner Tätigkeit in der Anwaltskanzlei Cook & Lockwood in Jamestown fort. Im November 1866 erhielt er in Buffalo die Anwaltszulassung der New York State Bar Association. Im Januar 1867 gründete er mit dem Bezirksrichter von Chautauqua County, A. A. Van Dusen, in Sherman eine eigene Kanzlei.
1869 wurde Benson Mitglied im Board of County Supervisors, und zog noch im selben Jahr von New York nach Ottawa (Kansas). In den kommenden Jahren bekleidete Benson eine Anzahl von hohen Ämtern. Von 1878 bis 1879 wurde er kurzzeitig Bürgermeister von Ottawa, ehe er sich im Jahr 1880 der erfolgreichen Wahl eines Senators von Kansas stellte. Er hatte sein Mandat bis 1885 inne. Zu seinen bekanntesten Reformen zählte eines der ersten Gesetze, mit denen er die Prohibition in Kansas einführte. Im Jahr 1885 wurde Benson Richter am 4. Jurisdiktionsgericht und übte dieses Amt 12 Jahre lang, bis 1897 aus. Danach zog er sich vorübergehend ins Privatleben zurück und amtierte erneut als Rechtsanwalt.
Im Herbst 1904 kandidierte Benson mit Erfolg für einen Sitz im Repräsentantenhaus von Kansas und amtierte bis zum 11. Juni 1906. In eben jener Zeit trat Kansas’ Gouverneur Edward W. Hoch an Benson heran und ernannte ihn, nach der Amtsniederlegung von Joseph R. Burton, zu dessen Nachfolger im Senat der Vereinigten Staaten. Benson, der Mitglied der Republikanischen Partei war, trat sein Amt am 11. Juni 1906 an, und amtierte bis zum 23. Januar 1907. Bei der Nachwahl, die im Herbst 1906 stattfand, scheiterte er bereits in den Vorwahlen.

### Späteres Leben
Nach seiner kurzen Karriere als US-Senator trat erneut Gouverneur Hoch an Benson heran und ernannte diesen Anfang August 1907 zu einem Beisitzenden Richter am Kansas Supreme Court. 1908 wurde er in einer Wahl von den Bürgern im Amt bestätigt und begann eine sechs Jahre währende Amtszeit, die erst im Jahr 1915 endete. Danach zog sich Benson endgültig ins Privatleben zurück.
Benson machte sich zuletzt als Lektor an der University of Kansas und an der Washburn University einen Namen. (Anmerkung: Letztere trägt nicht seinen Mittelnamen.)
Er starb am Neujahrstag des Jahres 1916, im Alter von 72 Jahren.

### Privatleben
Benson war verheiratet und hatte mit seiner Frau, Unettie L. Towsley, eine Tochter.
Seit 1867 gehörte er einer Freimaurerloge an.